# Velika nagrada Generala Juana Peróna 1947
Velika nagrada Generala Juana Peróna 1947 je bila prva dirka za Veliko nagrado v sezoni 1947. Odvijala se je 9. februarja 1947 na dirkališču Retiro.

## Dirka
| Poz | Dirkač             | Moštvo                | Dirkalnik        | Krogi | Čas/Odstop |
| --- | ------------------ | --------------------- | ---------------- | ----- | ---------- |
| 1   | Luigi Villoresi    | Scuderia Ambrosiana   | Maserati 4CL     | 50    | 1:04:11.0  |
| 2   | Achille Varzi      | Ecurie Naphtra Course | Alfa Romeo 308   | 50    | + 1.0s     |
| 3   | Chico Landi        | Privatnik             | Alfa Romeo 308   | 49    | +1 krog    |
| 4   | Giacomo Palmieri   | Scuderia Milano       | Maserati 6CM     | 48    | +2 kroga   |
| 5   | Pablo Pessatti     | Privatnik             | Alfa Romeo 8C-35 | 48    | +2 kroga   |
| 6   | Italo Bizio        | Privatnik             | Alfa Romeo 2900A | 47    | +3 krogi   |
| Ods | Raph               | Ecurie Naphtra Course | Maserati 6CM     | 16    |            |
| Ods | Oscar Gálvez       | YPF Cerveza Quilmes   | Alfa Romeo 308   | 10    |            |
| Ods | Carlo Pintacuda    | Scuderia Milano       | Maserati 4CL     |       |            |
| Ods | Juan Gálvez        | Privatnik             | Alfa Romeo P3    |       |            |
| Ods | Francisco Culligan | Privatnik             | Maserati 6CM     |       |            |
| Ods | Pascual Puopolo    | Privatnik             | Maserati 8CL     |       |            |
| DNS | Clemar Bucci       | Privatnik             | Cadillac 16C     |       |            |
| DNS | Enrico Platé       | Scuderia Milano       | Maserati 4CL     |       |            |